# Mauro Fraresso
Mauro Fraresso (Castelfranco Veneto, 13 gennaio 1993) è un giavellottista italiano, campione nazionale di specialità nel 2017, 2018 e 2019.

## Biografia
Fraresso inizió a praticare l'atletica leggera all'età di dodici anni, inizialmente concentrandosi sul salto in alto per poi passare al lancio del giavellotto dopo che nel 2009 aveva ottenuto una buona misura in questa disciplina.
Allenato da Mario Valentini, nel 2011 ha subito un infortunio alla caviglia sinistra che lo ha costretto a limitare le sue prestazioni. Operato alla spalla nel 2015, ha dovuto fermarsi per tutta la stagione 2016, tornando poi sui campi di gara nel 2017, dove ha potuto migliorare più volte il suo primato personale. Lo stesso anno ha conquistato la medaglia d'oro ai campionati italiani assoluti di atletica leggera a Trieste dopo essersi posizionato settimo alla Coppa Europa invernale di lanci, primo della finale B, e primo ai campionati italiani invernali di lanci.

## Progressione

### Lancio del giavellotto
| Stagione | Misura  | Luogo                     | Data      | Rank. Mond. |
| -------- | ------- | ------------------------- | --------- | ----------- |
| 2022     | 73,97 m | Mariano Comense           | 27-2-2022 |             |
| 2021     | 78,84 m | Castiglione della Pescaia | 19-5-2021 |             |
| 2020     | 79,94 m | Castiglione della Pescaia | 25-7-2020 |             |
| 2019     | 81,79 m | Lucca                     | 24-2-2019 |             |
| 2018     | 77,84 m | Rieti                     | 25-2-2018 |             |
| 2017     | 78,28 m | Roma                      | 8-6-2017  | 83º         |
| 2015     | 68,12 m | Rieti                     | 13-6-2015 |             |
| 2014     | 73,41 m | Rovereto                  | 19-7-2014 |             |
| 2013     | 68,26 m | Marcon                    | 12-9-2013 |             |
| 2012     | 68,59 m | Val-de-Reuil              | 3-3-2012  |             |
| 2011     | 60,85 m | Cremona                   | 2-10-2011 |             |
| 2010     | 52,16 m | Padova                    | 6-2-2010  |             |

## Palmarès
| Anno | Manifestazione | Sede       | Evento                 | Risultato | Prestazione | Note |
| ---- | -------------- | ---------- | ---------------------- | --------- | ----------- | ---- |
| 2012 | Mondiali U20   | Barcellona | Lancio del giavellotto | 41º (q)   | 61,73 m     |      |

## Campionati nazionali
- 3 volte campione nazionale assoluto del lancio del giavellotto (2017, 2018, 2019)
- 1 volta campione nazionale assoluto di lanci invernali nel lancio del giavellotto (2017)

2012
- Bronzo ai campionati italiani juniores ( Misano Adriatico), lancio del giavellotto - 56,86 m

2017
- Oro ai campionati italiani assoluti ( Trieste), lancio del giavellotto - 77,36  m
- Oro ai campionati italiani invernali di lanci ( Rieti), lancio del giavellotto - 74,11 m

2018
- Oro ai campionati italiani assoluti ( Pescara), lancio del giavellotto - 76,16  m

2019
- Oro ai campionati italiani assoluti ( Bressanone), lancio del giavellotto - 75,54  m

## Altre competizioni internazionali
2017
- 7º alla Coppa Europa invernale di lanci ( Las Palmas de Gran Canaria), lancio del giavellotto - 77,98 m

2019
- Bronzo in Coppa Europa invernale di lanci ( Šamorín), lancio del giavellotto - 75,00 m